# Spetsjordkrypare
Spetsjordkrypare (Strigamia acuminata) är en mångfotingart som först beskrevs av Leach 1815.  Spetsjordkrypare ingår i släktet Strigamia och familjen spoljordkrypare. Arten har ej påträffats i Sverige. Inga underarter finns listade i Catalogue of Life.